# Lista de prefeitos de Laranja da Terra
Esta é a lista de prefeitos do município de Laranja da Terra, estado brasileiro do Espírito Santo.
| Nº | Nome                                                                        | Imagem                | Partido                                          | Início do mandato      | Fim do mandato                          | Observações                           |
| 1  | Henrique Keffler Sobrinho, Dorico Keffler (Afonso Cláudio, 30.08.1927–)     |                       | Partido da Social Democracia Brasileira PSDB     | 1° de janeiro de 1989  | 31 de dezembro de 1992                  | Prefeito eleito em sufrágio universal |
| 2  | Cláudio Pagung (Afonso Cláudio, 25.05.1957–)                                |                       | Partido da Frente Liberal PFL                    | 1° de janeiro de 1993  | 31 de dezembro de 1996                  | Prefeito eleito em sufrágio universal |
| 3  | Waldemiro Seibel (Afonso Cláudio, 27.02.1947– Laranja da Terra, 24.04.2014) |                       | Partido Trabalhista Brasileiro PTB               | 1° de janeiro de 1997  | 31 de dezembro de 2000                  | Prefeito eleito em sufrágio universal |
| 4  | Cláudio Pagung (Afonso Cláudio, 25.05.1957–)                                |                       | Partido da Frente Liberal PFL                    | 1° de janeiro de 2001  | 31 de dezembro de 2004                  | Prefeito eleito em sufrágio universal |
| 4  | Cláudio Pagung (Afonso Cláudio, 25.05.1957–)                                | 1° de janeiro de 2005 | Partido da Frente Liberal PFL                    | 31 de dezembro de 2008 | Prefeito reeleito em sufrágio universal |                                       |
| 5  | Joadir Lourenço Marques (Afonso Cláudio, 10.09.1964–)                       |                       | Partido da Social Democracia Brasileira PSDB     | 1° de janeiro de 2009  | 31 de dezembro de 2012                  | Prefeito eleito em sufrágio universal |
| 5  | Joadir Lourenço Marques (Afonso Cláudio, 10.09.1964–)                       | 1° de janeiro de 2013 | Partido da Social Democracia Brasileira PSDB     | 31 de dezembro de 2016 | Prefeito reeleito em sufrágio universal |                                       |
| 6  | Josafá Storch, Josa (Afonso Cláudio, 11.12.1971–)                           |                       | Partido do Movimento Democrático Brasileiro PMDB | 1° de janeiro de 2017  | 31 de dezembro de 2020                  | Prefeito eleito em sufrágio universal |
| 6  | Josafá Storch, Josa (Afonso Cláudio, 11.12.1971–)                           | 1° de janeiro de 2021 | Partido do Movimento Democrático Brasileiro PMDB | 31 de dezembro de 2024 | Prefeito reeleito em sufrágio universal |                                       |
| 7  | Joadir Lourenço Marques (Afonso Cláudio, 10.09.1964–)                       |                       | Partido da Social Democracia Brasileira PSDB     | 1° de janeiro de 2025  | Atualidade                              | Prefeito eleito em sufrágio universal |